# Umka d.o.o.
Umka d.o.o. (ancien code BELEX : UMKA) est une entreprise serbe qui a son siège social à Umka, dans la banlieue de Belgrade. Elle travaille dans le secteur de l'industrie manufacturière et, plus particulièrement, la fabrication de papier et de carton.

## Histoire
La société Umka a été créée en 1939 ; elle a été privatisée en 2003.
Umka a.d. a été admise au libre marché de la Bourse de Belgrade le 26 février 2004 ; elle en a été exclue le 10 juillet 2012.

## Données boursières
Le 10 juillet 2012, lors de sa dernière cotation, l'action de Umka a.d. valait 10 850 RSD (96,98 EUR),. Elle a connu son cours le plus élevé, soit 39 990 RSD (357,57 EUR), le 16 octobre 2007 et son cours le plus bas, soit 2 500 RSD (22,34 EUR), le 5 juillet 2004.